# Албин Курти
Албин Курти (на албански: Albin Kurti) е косовски политик и активист от албански произход, председател на партия Самоопределение (2005 – 2015, от 2018 г.). Той е 4–ти министър-председател на Косово откакто страната е обявила своята независимост и изпълняващ длъжността министър-председател на Косово от 22 март 2021 г.

## Биография
Албин Курти е роден на 24 март 1975 г. в град Прищина, Социалистическа автономна област Косово, СФРЮ. Баща му, който е инженер, произлиза от албанско семейство от село Сукобин в община Улцин (Черна гора), той се премества в Прищина в търсене на работа. Майка му е пенсионирана учителка в начално училище, родена и израснала в Прищина. Курти завършва основното и средното си образование в Прищина. През 1993 г. е приет в Инженерния факултет на Прищинския университет. През 2003 г. завършва телекомуникации и компютърно инженерство.